# Poillé-sur-Vègre
Poillé-sur-Vègre är en kommun i departementet Sarthe i regionen Pays de la Loire i nordvästra Frankrike. Kommunen ligger i kantonen Brûlon som tillhör arrondissementet La Flèche. År 2022 hade Poillé-sur-Vègre 597 invånare.

## Befolkningsutveckling
Antalet invånare i kommunen Poillé-sur-Vègre
| Referens: INSEE |